# 308856 Daniket
308856 Daniket este o planetă minoră (asteroid) din centura de asteroizi. A fost descoperită pe 14 septembrie 2006 la Mauna Kea de Joseph Masiero⁠(d). 
Obiectul prezintă o orbită caracterizată de o semiaxă mare de 2,7157773856986 UAi, o excentricitate de 0,05, o înclinație de 8,7 ° în raport cu ecliptica.